# Pyronia tithonus
Pyronia tithonus là một loài bướm thuộc họ Bướm giáp. Loài này được tìm thấy ở Nam và Đông Anh, và giới hạn trong khu vực ven biển phía nam và đông nam Ireland. Loài bướm này cũng được tìm thấy trong quần đảo Eo biển, nhưng không phải ở Scotland cũng không đảo Man. Với sở thích đối với thời tiết ấm hơn, có thể giả định rằng việc hạn chế mở rộng phạm vi của chúng là do khí hậu. Khu vực phân bố sẽ thay đổi kích thước tùy thuộc vào môi trường sống có sẵn, và có thể dao động từ vài chục đến vài ngàn con bướm

## miêu tả

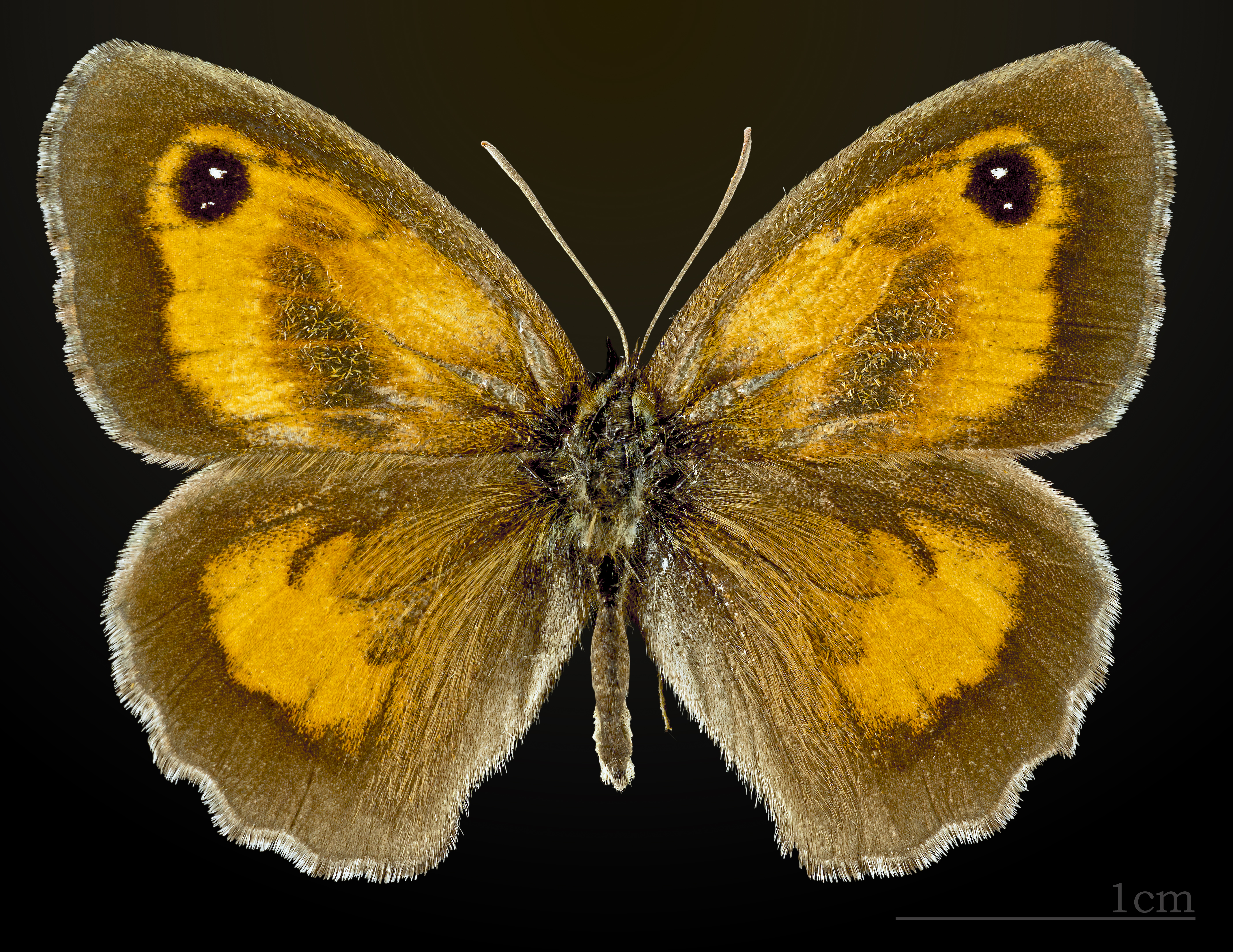
♂
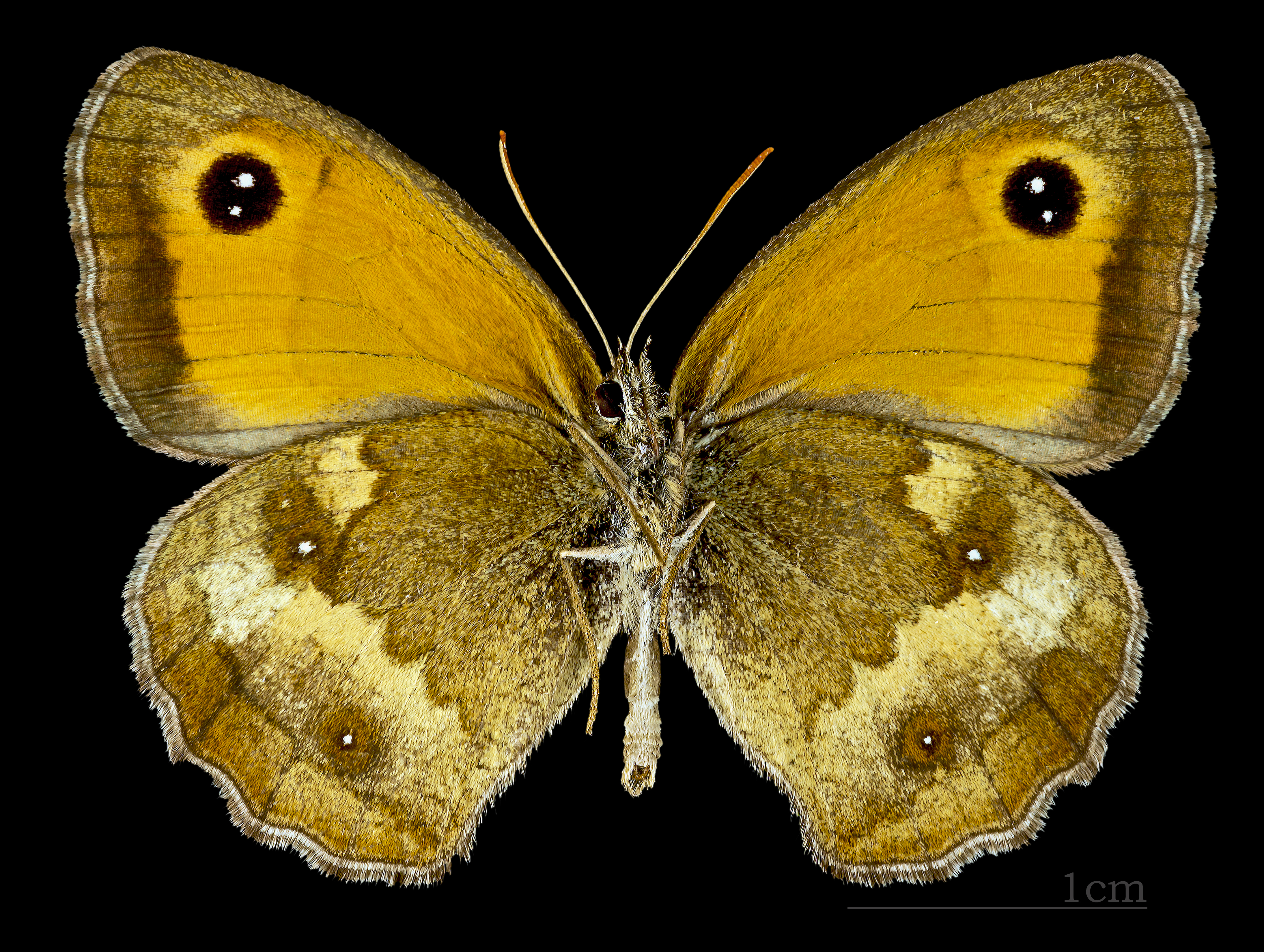
♂ △
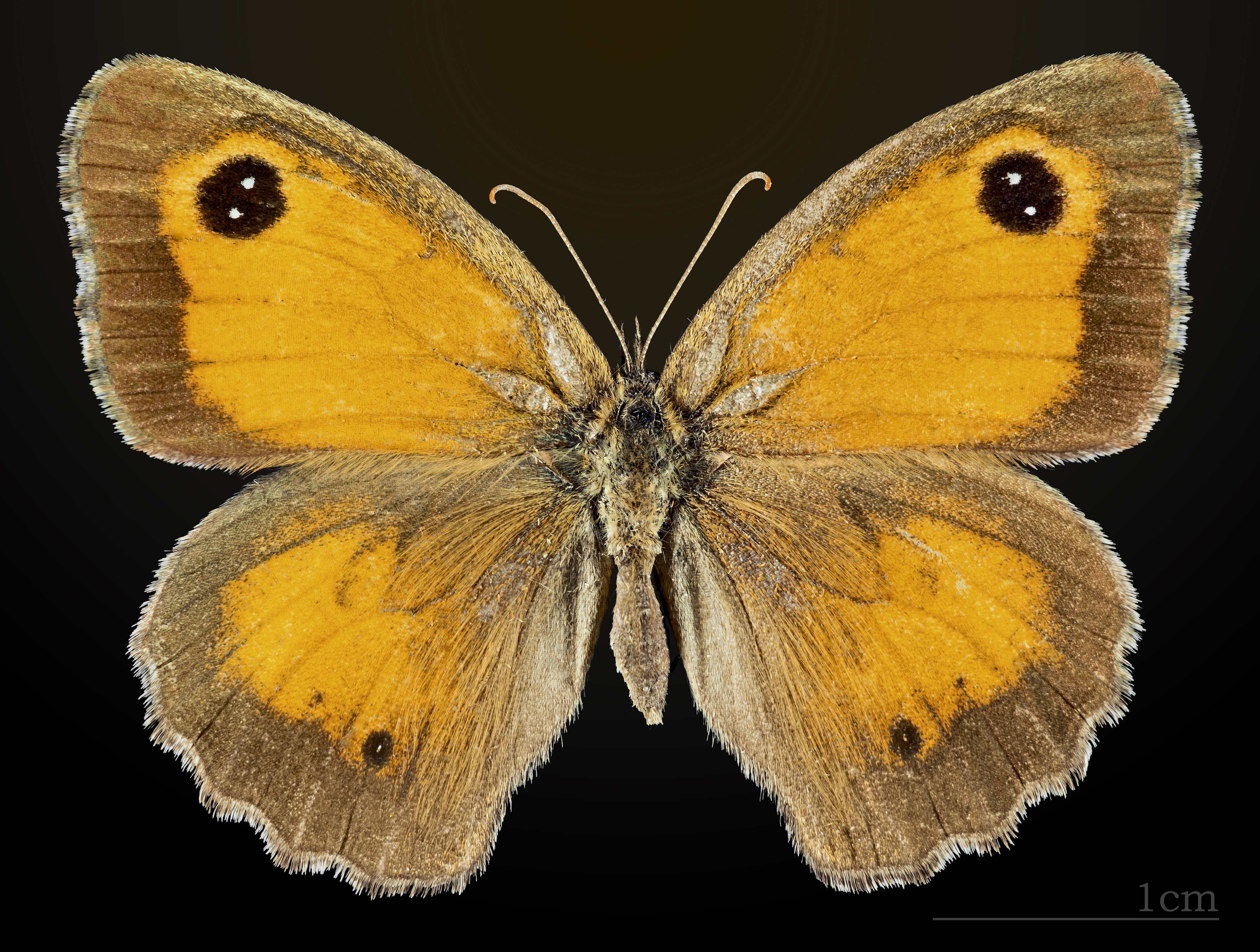
♀
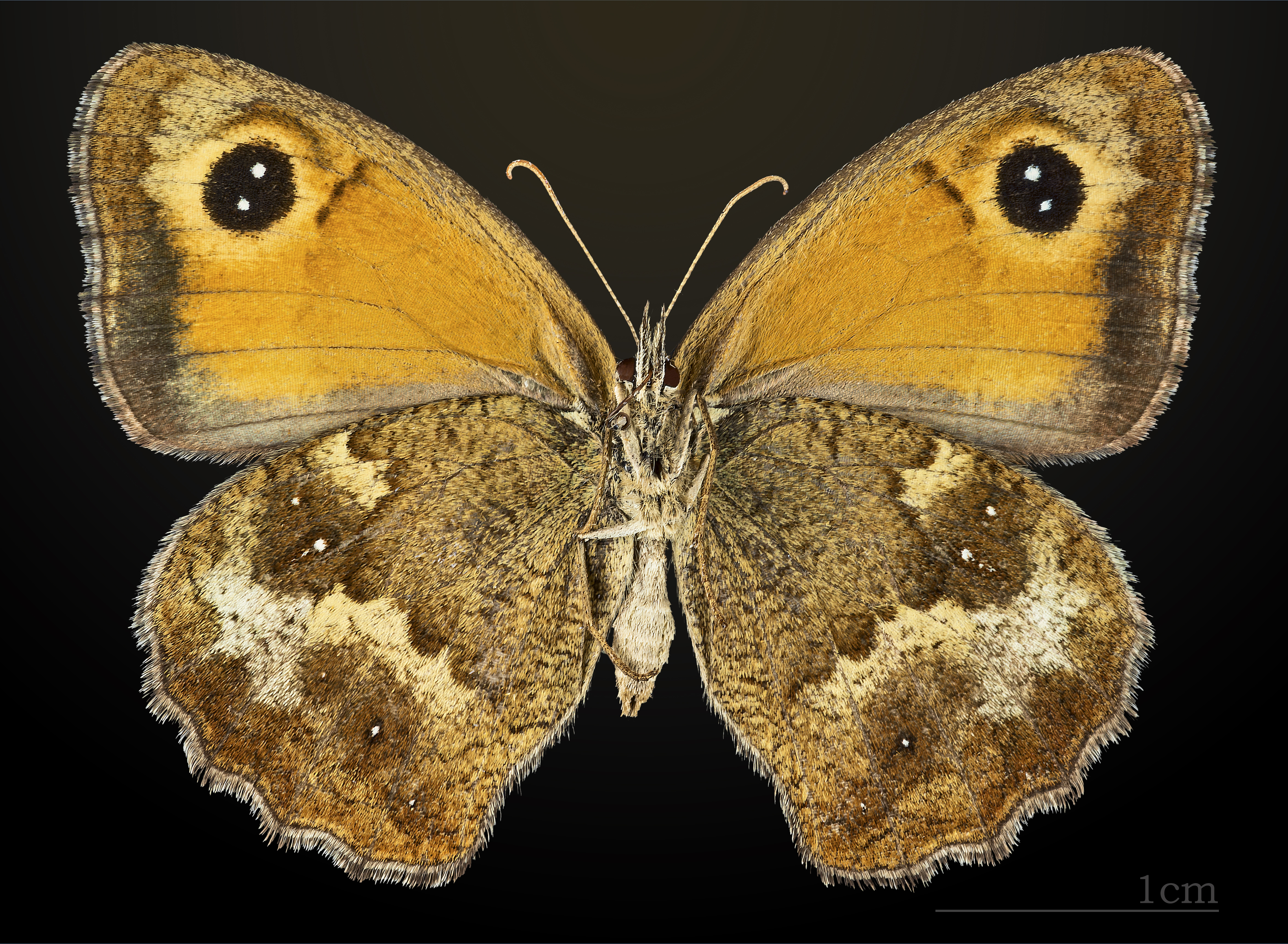
♀ △